# القادسية (الرقة)
القادسية قرية سورية تتبع ناحية الكرامة في منطقة مركز الرقة في محافظة الرقة. بلغ عدد سكانها 2751 نسمة في عام 2004 حسب إحصاء المكتب المركزي للإحصاء.